# Brouwerij De Toren (Moorsel)
Brouwerij "De Toren" is een voormalig café-brouwerij in het Oost-Vlaamse Moorsel in België. De brouwerij was gelegen in de Herbergstraat. De brouwerij was actief tussen 1907 en 1914.

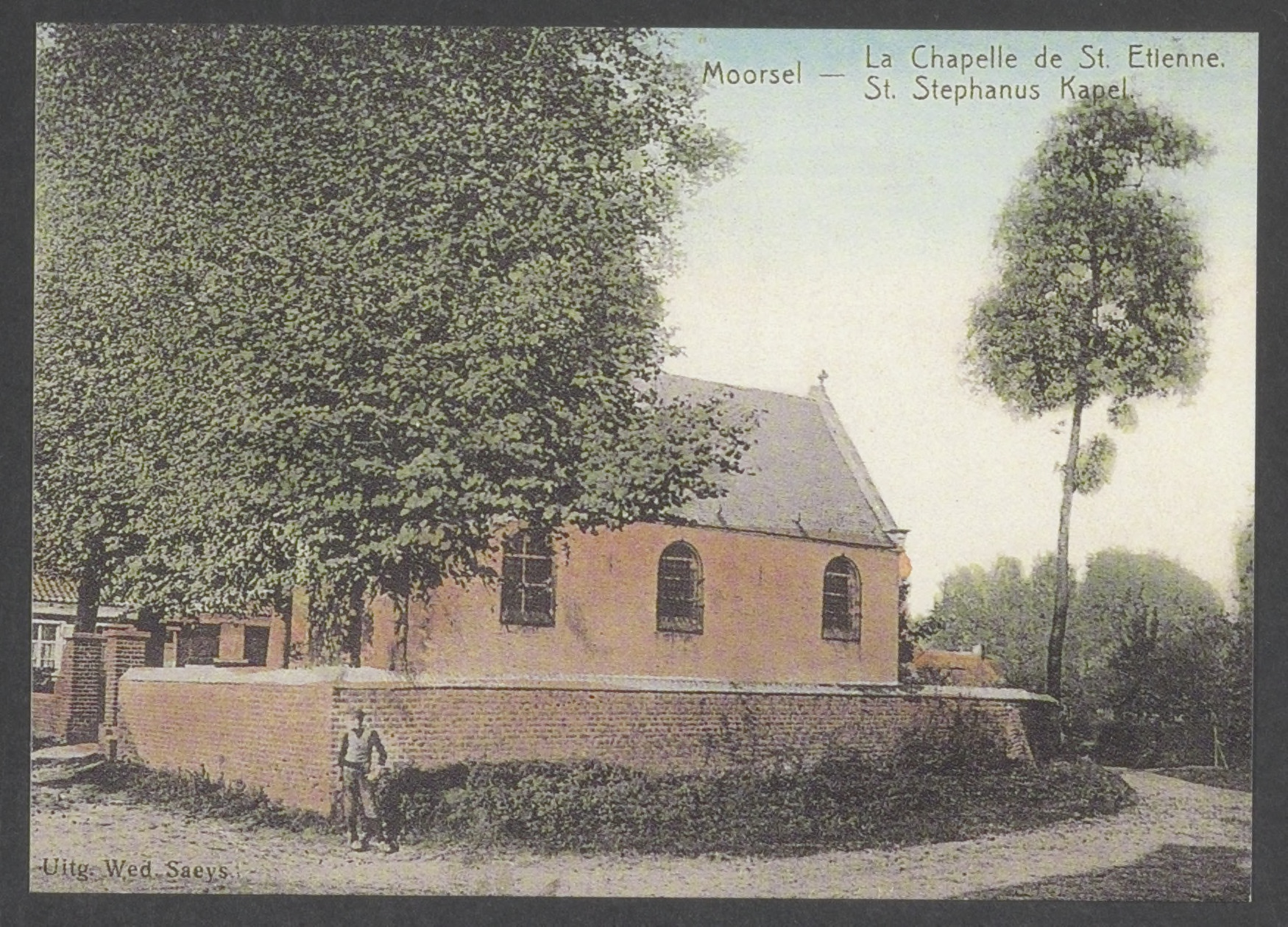
Brouwerij De Toren bevond zich in de nabijheid van Steven-Kapel.

## Vrijheerlijkheid
De wijk Steven, ook wel "Moorsel Kapittel" of "Gevergem" genoemd maakte samen met "Wieze Kapittel" in het Ancien Regime deel uit van een Vrijheerlijkheid. Inwoners waren vrijgesteld van bijvoorbeeld belastingen, krijgsdienst en dienstbaarheden. Door deze belastingvrijstelling werd er in Moorsel dan ook veel meer gebrouwd en gestookt op 't Steven dan in het dorpscentrum van Moorsel, gedurende de 18e eeuw.

## Café-brouwerij
Kamiel Van den Meerssche kreeg in 1907 de toelating voor het oprichten van een brouwerij in de Herbergstraat. Het ging over café "De Toren", tegenover de ingang van Stevenkapel. De toenmalige bewoner had er een wasblekerij.
Tegen de muren hingen bijenkorven. Die waren bedoeld om met de bijenwas kaarsen voor de kapel te maken. Van de honing werd oude en jonge "Bosmee" gebrouwen. Een delicatesse die tijdens Steven Kermis heel wat aantrok had.
Na de Eerste Wereldoorlog werden er geen nieuwe brouwkuipen aangeschaft en stopte het bedrijf alle activiteiten.